# Yonne (řeka)
Yonne je řeka ve Francii (Île-de-France, Burgundsko). Je 295 km dlouhá. Povodí má rozlohu 10 900 km².

## Průběh toku
Pramení v pohoří Morvan a protéká Pařížskou pánví. Ústí zleva do Seiny u Montereau-Fault-Yonne.

## Vodní režim
Zdrojem vody jsou sněhové a dešťové srážky. K povodním dochází v zimě, kdy může při silných přívalových deštích dojít ke zvýšení hladiny o 2 až 3 m. Průměrný průtok v ústí činí 105 m³/s, maximální dosahuje 1000 až 1300 m³/s.

## Využití
Na dolním toku je v délce 108 km od ústí možná vodní doprava díky zdymadlům. Vodními kanály je spojena s Loirou a s řekami v povodí Rhôny. Využívá se také k zisku vodní energie. Burgundský kanál (Canal de Bourgogne) spojuje řeky Yonne a Saônu. Stavěl se v letech 1775–1834, celkem měří 242 km, je na něm 189 zdymadel, více než 3 km dlouhý tunel a čtyři kanálové mosty. V 19. stol. se využíval k přepravě kamene a dalších stavebních materiálů. Dnes je nákladní doprava omezena jen na oba jeho konce, hlavní část se využívá zejména turisticky.